# ウルリケ・フリーデリケ・ヴィルヘルミーネ・フォン・ヘッセン＝カッセル
ウルリケ・フリーデリケ・ヴィルヘルミーネ・フォン・ヘッセン＝カッセル（ドイツ語：Ulrike Friederike Wilhelmine Prinzessin von Hessen-Kassel, 1722年10月31日 - 1787年2月28日）は、オルデンブルク公フリードリヒ・アウグスト1世の妃。マクシミリアン・フォン・ヘッセン＝カッセルとフリーデリケ・シャルロッテ・フォン・ヘッセン＝ダルムシュタットの娘。

## 結婚と子女
1752年に、クリスティアン・アウグスト・フォン・シュレースヴィヒ＝ホルシュタイン＝ゴットルプとアルベルティーネ・フリーデリケ・フォン・バーデン＝ドゥルラハの息子フリードリヒ・アウグストと結婚した。2人の間には3子が生まれた。
- ヴィルヘルム（1754年 - 1823年） - オルデンブルク公
- ルイーゼ・カロリーネ（1756年 - 1759年）
- ヘートヴィヒ・エリーザベト・シャルロッテ（1759年 - 1818年） - スウェーデン王カール13世の妃

夫フリードリヒ・アウグストは1773年にオルデンブルク伯、翌1774年にオルデンブルク公とされた。